# Asterophila japonica
Asterophila japonica är en snäckart som beskrevs av Randall och Heath 1912. Asterophila japonica ingår i släktet Asterophila och familjen Eulimidae. Inga underarter finns listade i Catalogue of Life.